# ヴァルガ・イェネー

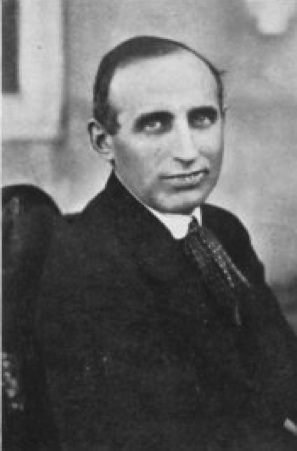
ヴァルガ・イェネー

ヴァルガ・イェネー（Varga Jenő, 1879年11月6日 - 1964年10月8日）は、ハンガリー・ブダペスト出身の経済学者。ソビエト連邦で活躍し、1963年にレーニン賞を受賞した。

## 生涯
ヴァルガはブダペスト大学で経済学と哲学を学んだ。1906年より経済分野やほかの分野に関するジャーナリストとなる。カール・カウツキーやルドルフ・ヒンデンブルクなどのマルクス主義者グループに属し、ハプスブルク帝国のインフレ問題でオットー・バウアーと論争を繰り広げる。1919年に成立したハンガリー評議会共和国で財務相を務めたが、革命失敗後、ウィーンに逃れた。
1920年代にソ連で移り、国際経済問題や農業問題を中心にコミンテルンの活動に参加する。1922年から1927年まで在ベルリン・ソ連大使館の貿易部に勤務する。1930年代に入り、ヨシフ・スターリンの経済顧問となる。第二次大戦時には戦後賠償問題の政策に関係し、1945年のポツダム会談にも臨席した。
1946年に刊行した著書『第二次世界大戦後の資本主義の経済的変容』で、資本主義体制がこれまで想定されていたよりも安定していると論じたことが非難の対象となり、彼が所長を務めていた研究所は閉鎖され、1949年には自己批判を行った。主導的な経済学者の地位にあったが、「ブルジョワ経済学者」との烙印を押され、ヴァルガの権威は失墜した。
1954年と1959年にレーニン勲章、1954年と1963年にソビエト連邦国家賞を授かる。

## 著作
- 『二〇世紀の資本主義』、鶴田三千六訳、合同出版社、1962年
- 『戦後帝国主義の政治と経済』、上・下、世界経済研究所訳、 全訂版、日本評論新社、1959年
- 『統計的評注帝国主義論にかんする戦後の新資料』、メンデリソンと共著、堀江邑一訳、大月書店、1955年
- 『世界情勢の分析』、三宅邦男訳、慶応書房、1941年
- 『戦争と世界経済』、和泉仁訳、高山書院、1940年
- 『世界経済恐慌史』、永住道雄訳、慶応書房、1938年
- 『大恐慌とその政治的結果』、経済批判会訳、叢文閣、1935年
- 『日本経済恐慌の研究』、茂森唯士訳、木星社書院、1932年